# Città di Trieste Challenger 2024
Il Trieste Challenger 2024 è stato un torneo maschile di tennis professionistico. È stata la 5ª edizione del torneo, facente parte della categoria Challenger 100 nell'ambito dell'ATP Challenger Tour 2024, con un montepremi di 121 000 €. Si è giocato dall'8 al 14 luglio 2024 sui campi in terra rossa del Tennis Club Triestino di Trieste, in Italia.

## Partecipanti

### Teste di serie
| Nazionalità   | Giocatore          | Ranking* | Testa di serie |
| ------------- | ------------------ | -------- | -------------- |
| Francia       | Richard Gasquet    | 125      | 1              |
| Italia        | Francesco Passaro  | 132      | 2              |
| Francia       | Titouan Droguet    | 140      | 3              |
| Italia        | Andrea Pellegrino  | 158      | 4              |
| Francia       | Benoît Paire       | 160      | 5              |
| Taipei cinese | Tseng Chun-hsin    | 161      | 6              |
| Francia       | Ugo Blanchet       | 162      | 7              |
| Spagna        | Oriol Roca Batalla | 165      | 8              |

* Ranking al 1º luglio 2024.

### Altri partecipanti
I seguenti giocatori hanno ricevuto una wild card per il tabellone principale:
- Federico Arnaboldi
- Lorenzo Carboni
- Marco Cecchinato

I seguenti giocatori sono entrati in tabellone come alternate:
- Giovanni Fonio
- Federico Agustín Gómez
- Samuel Vincent Ruggeri

I seguenti giocatori sono passati dalle qualificazioni:
- Andrea Guerrieri
- Alessandro Pecci
- Carlos López Montagud
- Jacopo Berrettini
- Dušan Obradović
- Svyatoslav Gulin

## Punti e montepremi
| Torneo    | Torneo              | V      | F     | SF    | QF    | 2T    | 1T    | Q | Q2  | Q1  |
| Singolare | Punti               | 100    | 50    | 25    | 14    | 7     | 0     | 4 | 2   | 0   |
| Singolare | Premi in denaro (€) | 16 020 | 9 415 | 5 555 | 3 240 | 1 900 | 1 160 | – | 580 | 290 |
| Doppio    | Punti               | 100    | 50    | 25    | 14    | –     | 0     | – | –   | –   |
| Doppio    | Premi in denaro (€) | 6 845  | 4 050 | 2 400 | 1 420 | –     | 800   | – | –   | –   |

## Campioni

### Singolare
Federico Agustín Gómez ha sconfitto in finale  Marcelo Tomás Barrios Vera con il punteggio di 6–1, 6–2.

### Doppio
Marco Bortolotti /  Matthew Romios hanno sconfitto in finale  Daniel Dutra da Silva /  Courtney John Lock con il punteggio di 6–2, 7–6(6).